# Erik Pfeifer
Erik Pfeifer (Lohne, 22 gennaio 1987) è un pugile tedesco, della categoria dei pesi supermassimi.

## Carriera pugilistica
È stato campione tedesco nel 2008 nella categoria dei pesi supermassimi, prima di intraprendere una brillante carriera internazionale.

### Risultati ai Mondiali

#### Milano 2009
Ai mondiali di Milano 2009 è stato eliminato agli ottavi di finale nella categoria dei pesi supermassimi.
- Batte Terurio Quinunez ( Ecuador) 11-3
- Sconfitto da Zhang Zhilei ( Cina) 8-12

#### Baku 2011
Ha vinto la medaglia di bronzo nella categoria dei pesi supermassimi ai mondiali di Baku 2011.
- Batte Patryk Brzeski ( Polonia) 30-9
- Batte Roman Kapitonenko ( Ucraina) 22-14
- Batte Viktar Zueŭ ( Bielorussia) 18-15
- Sconfitto da Anthony Joshua ( Inghilterra) RSCI[4]

### Risultati ai Campionati dell'Unione Europea
Ha vinto la medaglia d'oro nella categoria dei pesi supermassimi ai campionati dell'Unione europea di Odense 2009.
- Batte Remzi Ozbek ( Turchia) RSC 3
- Batte Razvan Cojanu ( Romania) 7-2
- Batte Istvan Bernath ( Ungheria) AB 3